# La Paz (Urugwaj)
La Paz – miasto w Urugwaju, w departamencie Canelones.